# Was soll ich aus dir machen, Ephraim
Was soll ich aus dir machen, Ephraim (BWV 89) ist eine Kirchen-Kantate von Johann Sebastian Bach. Er komponierte sie 1723 in Leipzig für den 22. Sonntag nach Trinitatis und führte sie am 24. Oktober 1723 erstmals auf.

## Geschichte und Worte
Bach komponierte die Kantate 1723 in seinem ersten Amtsjahr in Leipzig für den 22. Sonntag nach Trinitatis. Die vorgeschriebenen Lesungen für den Sonntag waren Phil 1,3–11 , „Dank und Bitte des Paulus für die Gemeinde in Philippi“, und Mt 18,23–35 , das Gleichnis vom Schalksknecht.
Der unbekannte Textdichter betonte den im Evangelium vorgegebenen Gegensatz der Gerechtigkeit Gottes und der Ungerechtigkeit des Menschen. Er beginnt mit einem passenden Zitat des Propheten Hosea, Hos 11,8 . Die nächsten beiden Sätze, Rezitativ und Arie, behandeln den sündigen Menschen, eine weitere Kopplung von Rezitativ und Arie dagegen Gottes Gnade. Der Schlusschoral ist die 7. Strophe von Johann Heermanns Wo soll ich fliehen hin (1630), einem Choral, den Bach ein Jahr später in seiner Choralkantate Wo soll ich fliehen hin behandelte.

## Besetzung und Aufbau
Die Kantate ist besetzt mit drei Vokalsolisten (Sopran, Alt und Bass), vierstimmigem Chor nur im Schlusschoral, Horn, zwei Oboen, zwei Violinen, Viola und Basso continuo.
1. Aria (Bass): Was soll ich aus dir machen, Ephraim
2. Recitativo (Alt): Ja, freilich sollte Gott
3. Aria (Alt): Ein unbarmherziges Gerichte
4. Recitativo (Sopran): Wohlan! mein Herze legt
5. Aria (Sopran): Gerechter Gott, ach, rechnest du
6. Choral: Mir mangelt zwar sehr viel

## Musik
Die Kantate ist kammermusikalisch besetzt. Nur der Choral ist vierstimmig; die Altstimme singt von Sünde, der Sopran von Gnade, der Bass ist die Stimme Gottes im Eingangssatz. Einige Abschriften von Einzelstimmen bezeichnen diesen Satz als Aria, doch ist nicht bekannt, ob die Bezeichnung von Bach autorisiert ist. Er trägt einige Züge einer Arie, zum Beispiel ein Ritornell zu Beginn und als Gliederung, doch auch Züge eines Arioso, zum Beispiel die freie Behandlung der Textabschnitte. Der letzte Abschnitt, der von Gottes liebender Barmherzigkeit spricht („meine Barmherzigkeit ist zu brünstig“), ist in das Ritornell eingebettet, danach wird dieses noch einmal instrumental wiederholt. Ein Motiv des Ritornells ähnelt einer Figur aus dem Chor Lasset uns den nicht zerteilen der Johannes-Passion und kann in beiden Fällen für Unentschlossenheit stehen.
Die folgenden drei Sätze, zwei Rezitative und eine ausdrucksvolle Arie, werden nur vom Continuo begleitet. In der letzten Arie spielt eine obligate Oboe. Der Schlusschoral ist vierstimmig, die Melodie im Sopran wird verstärkt von Horn, den Oboen und Violine I.

## Einspielungen
LP / CD
- J. S. Bach: Kantaten · Cantatas Nr. 89, Nr. 90, Nr. 161, Jaap Schröder, Junge Kantorei, Concerto Amsterdam, Sheila Armstrong, Helen Watts, Max van Egmond, Telefunken 1969
- Die Bach Kantate Vol. 56, Helmuth Rilling, Gächinger Kantorei, Bach-Collegium Stuttgart, Arleen Augér, Helen Watts, Philippe Huttenlocher, Hänssler 1977
- J. S. Bach: Das Kantatenwerk – Sacred Cantatas, Vol. 5. Gustav Leonhardt, Knabenchor Hannover, Leonhardt-Consort, Solist des Knabenchors Hannover, Paul Esswood, Max van Egmond. Telefunken, 1979.
- J. S. Bach: Complete Cantatas, Vol. 8. Ton Koopman, Amsterdam Baroque Orchestra & Choir, Dorothea Röschmann, Bogna Bartosz, Klaus Mertens. Antoine Marchand, 1998.
- Bach Edition Vol. 15 – Cantatas Vol. 8. Pieter Jan Leusink, Holland Boys Choir, Netherlands Bach Collegium, Ruth Holton, Sytse Buwalda, Bas Ramselaar. Brilliant Classics, 2000.
- Bach Cantatas Vol. 12: Bach Cantatas Vol. 12: Tooting/Winchester / For the 22nd Sunday after Trinity. John Eliot Gardiner, Monteverdi Choir, English Baroque Soloists, Joanne Lunn, Robin Tyson, Peter Harvey. Soli Deo Gloria, 2000.
- J. S. Bach: Cantatas Vol. 14 - Cantatas from Leipzig 1723. Masaaki Suzuki, Bach Collegium Japan, Midori Suzuki, Robin Blaze, Chiyuki Urano. BIS, 2000.

DVD
- „Was soll ich aus dir machen, Ephraim“. Kantate BWV 89. Rudolf Lutz, Chor und Orchester der J. S. Bach-Stiftung, Nuria Rial (Sopran), Markus Forster (Altus), Raphael Höhn (Tenor), Dominik Wörner (Bass). Samt Einführungsworkshop sowie Reflexion von Thomas Cerny. Gallus Media, 2014.